# 레네 말린

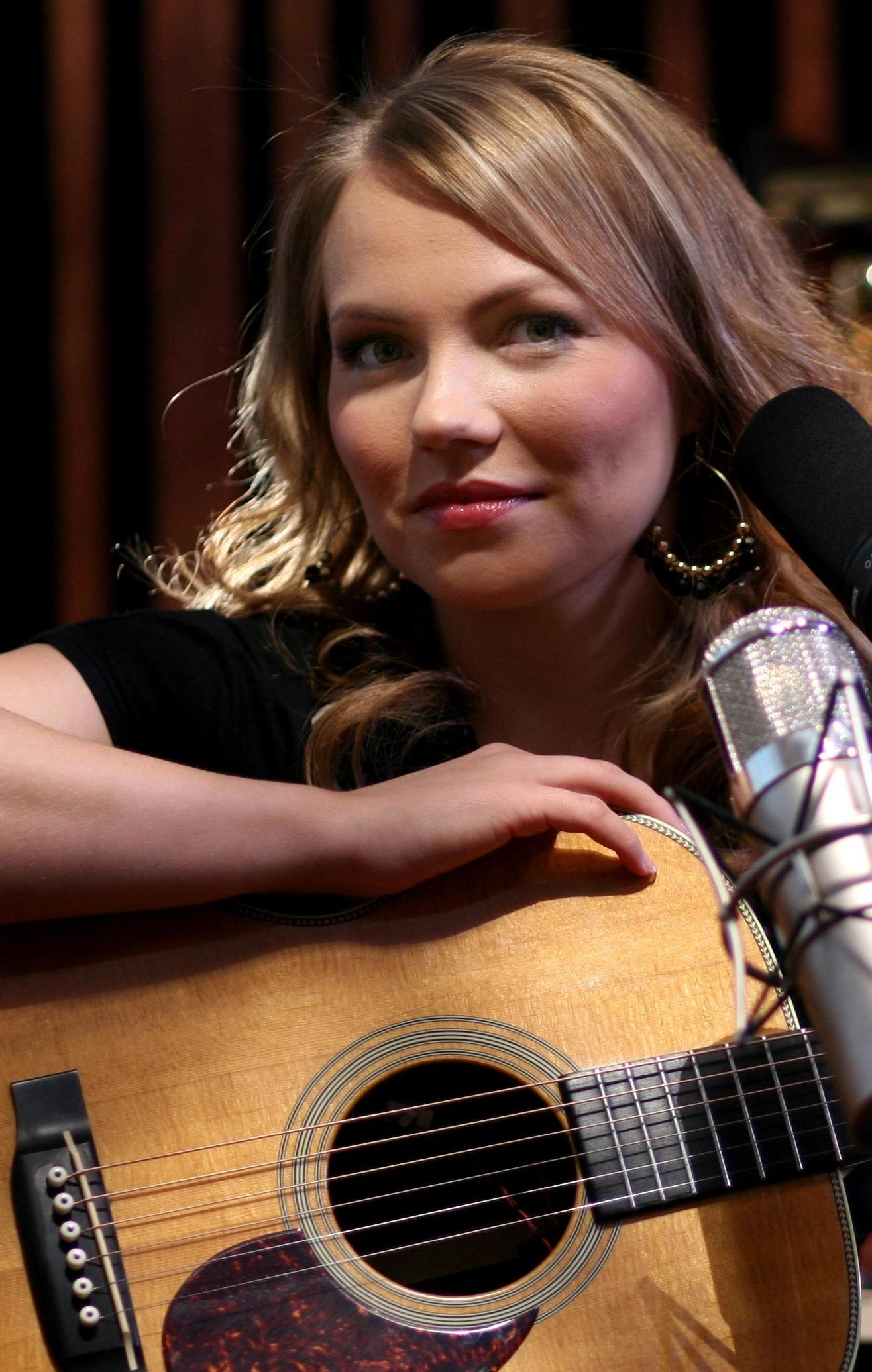

레네 말린 페데르센(Lene Marlin Pedersen, 1980년 8월 17일 태어남)은 레네 말린(Lene Marlin)이라는 이름으로 활동하는 노르웨이의 가수이다. 노르웨이 북부의 트롬쇠 출신이다.
1998년 〈언포기버블 시너(Unforgivable Sinner)〉라는 곡을 싱글로 내 데뷔한데 이어 1집 《플레잉 마이 게임(Playing My Game)》을 냈다. 1999년 MTV 유럽 시상식에서 북유럽 최고 그룹/가수상을 수상했다. 2003년에는 2집 《어나더 데이(Another Day)》를, 2005년에는 3집 《로스트 인 어 모먼트(Lost in a Moment)》를 냈다.

## 음반 목록
- 《플레잉 마이 게임(Playing My Game)》 (1998년)
- 《어나더 데이(Another Day)》 (2003년)
- 《로스트 인 어 모먼트(Lost in a Moment)》 (2005년)
- 《트위스트 더 트루쓰(Twist the truth)》 (2009년)